# 중앙동 (진주시)
중앙동(中央洞)은 대한민국 경상남도 진주시에 있는 동이다. 면적은 2.04km2이고, 인구는 2013년 4월을 기준으로 7,243세대 15,196명이다.

## 개요
진주시 도심에 자리한 중앙동에는 중앙시장, 지하상가, 금융, 의료 시설이 밀집되어 있다. 많은 유동인구와 물류유통으로 지역  경제의 중심지로서의 역할과 대안동 차없는 거리와 (구)종로 차없는 거리는 젊은이들과 중장년층이 많이 이용하는 서부경남 상권의 중심지로 각광 받고 있는 지역특성을 지니고 있는 동이다.
2013년 5월 1일 봉수동과 옥봉동을 중앙동에 병합하였다.

## 법정동
- 동성동
- 대안동
- 평안동
- 봉래동
- 수정동
- 장대동
- 옥봉동

## 쇼핑
- 갤러리아 백화점
- 진주중앙시장

## 터미널
진주시외버스터미널